# Ceridia
Ceridia là một chi bướm đêm thuộc họ Sphingidae.

## Các loài
- Ceridia heuglini - (R. Felder 1874)
- Ceridia mira - Rothschild & Jordan 1903
- Ceridia nigricans - Griveaud 1959